# 오마르 콜리
오마르 콜리(영어: Omar Coley, 1992년 10월 24일 ~ )는 감비아의 프로 축구 선수로, 현재 수페르리가 엘라다의 PAOK에서 센터백으로 활약하고 있으며 감비아 국가대표팀의 주장을 맡고 있다.

## 구단 경력

### 초기 경력
콜리는 그의 모국에서 최고의 GFA 리그 1부 리그에 소속되어 있는 왈리단 FC에서 유소년 축구를 시작했다. 그가 1부 리그에서 뛰기 시작한 후, 그는 2010년과 2011년에 두 번 메이저 리그 사커의 스포팅 캔자스시티에서 시도했다. 그 미국인들은 콜리와 계약하기를 원했지만, 그의 감비아 클럽에 어떠한 형태로든 이적료나 훈련 보상금을 지불하는 것을 거절했다. 왈리단의 설립자는 그들의 제안을 "현대 축구와 단절된 것"과 "지역 클럽에 대한 모욕"이라고 불렀고, 그래서 콜리는 대신 레알 데 반줄로 이적하여 2012년에 그 팀이 감비아 챔피언이 되도록 도왔다.

### KuPS
2013년 1월, 그는 KuPS와 2년 계약을 맺었다. 핀란드에서 두 시즌을 보내는 동안, 그는 2. 분데스리가의 두 클럽과 함께 시도했고, 아르미니아 빌레펠트는 콜리를 영입할 것을 제안했다. 그러나 그들은 이적료에 합의하지 못해 합의에 이르지 못했다. KuPS 회장은 그가 핀란드 클럽과 계약이 끝나갈 무렵, 콜리를 "아마도 우리의 역대 최고의 외국인 계약"이라고 표현했다.

### 삼프도리아
2018년 6월 19일, 그는 이탈리아의 삼프도리아로 이적하였다.

### 베식타시
2023년 2월 9일, 튀르키예의 베식타시는 콜리와 2024-25년 시즌이 끝날 때까지 계약을 체결하고, 성적에 따라 1년 연장 옵션을 제공한다고 발표했다. 이적료는 230만 유로였다.

## 국가대표팀 경력
콜리는 2009년 아프리카 U-17 챔피언십에서 우승한 감비아 U-17 축구 국가대표팀과 2011년 아프리카 청소년 챔피언십에서 뛰었던 감비아 U-20 축구 국가대표팀의 일원이었다. 2012년, 그는 앙골라와의 친선 경기에서 감비아 국가대표팀 데뷔 전을 치렀다. 그는 그의 국가대표팀의 첫 번째 대륙 토너먼트인 2021년 아프리카 네이션스컵에 출전하여 돌풍을 일으킨 준준결승전을 치렀다.

## 사생활
콜리는 이슬람교도이며, 그는 2018년 당시 헹크 팀 동료이자 탄자니아의 축구 선수 음브와나 사마타와 함께 메카로 향했다.

## 수상

### 국가대표팀
감비아
- 감비아 U-17 축구 국가대표팀 : 우승 (2009)